# ایستگاه متروی کمدن تاون
ایستگاه متروی کمدن تاون (انگلیسی: Camden Town tube station) یکی از ایستگاه‌های خط شمالی متروی لندن است.
این ایستگاه که در ناحیه کمدن تاون قرار دارد در سال ۱۹۰۷ میلادی تأسیس شده‌است.